# (11184) Postma
(11184) Postma of 1998 HJ9 is een asteroide in asteroïdengordel die ontdekt is op 18 april 1998 door Spacewatch met Kitt Peak National Observatory. Deze ontdekking is genoemd naar de Nederlandse verzetsman Sep Postma. Sep Postma werkte samen met Tom Gehrels in het verzet, maar werd 2 december 1944 geëxecuteerd na door de Duitse bezetting ontdekt en opgepakt te zijn. Tom Gehrels heeft ter nagedachtenis deze planetoïde naar hem vernoemd. (bron: mondelinge overlevering via Hans Postma en Tom Gehrels)
De asteroïde heeft een diameter van ongeveer 15 kilometer.